# بیگانه‌خواری

فرایند فاگوسیتوز

بیگانه‌خواری یا فاگوسیتوز (به انگلیسی: Phagocytosis) به بردن درشت‌مولکول‌ها به صورت ذره‌ای مایع به داخل یاخته (سلول) و هضم آن‌ها گفته می‌شود.
مواد بلعیده‌شده طی فرایند فاگوسیتوز، در سلول با استفاده از آنزیم‌ها تجزیه می‌گردند. بیگانه‌خواری نخستین‌بار در سال ۱۸۸۲ توصیف شد و نوعی از اندوسیتوز است که ذرات جامد مانند باکتری توسط سلول‌های فاگوسیت (مانند ماکروفاژ و نوتروفیل) بلعیده می‌شوند.

## مراحل فاگوسیتوز یک باکتری[۲]
- باکتری به وسیله غشایی به نام سودوپودیا متصل می‌شود.
- این باکتری بلعیده می‌شود و یک فاگوزوم را تشکیل می‌دهد.
- فاگوزوم با لیزوزوم ترکیب می‌شود.
- این باکتری از بین می‌رود و سپس توسط آنزیم‌های لیزوزومی هضم می‌شود.
- تولیدات گوارشی از یک سلول آزاد می‌شوند.

## مثال: ماکروفاژی که یک ویروس را فاگوسیت می‌کند.
- ویروس و سلول باید با یکدیگر در تماس باشند.
- ویروس به گیرنده‌های سطح سلولی در ماکروفاژ متصل می‌شود.
- ماکروفاژ شروع به نفوذ در اطراف ویروس می‌کند و آن را فرو می‌برد.
- ویروس داخل سیتوپلاسم به طور کامل در یک ساختار حباب مانند به نام “فاگوزوم” محصور می‌شود.
- فاگوزوم با یک لیزوزوم ترکیب شده و به یک “فاگولیزوزوم” تبدیل می‌شود.
- فاگولیزوزوم pH را کاهش می‌دهد تا محتویات آن تجزیه شود.
- پس از خنثی شدن محتویات، فاگولیزوزوم بخش باقیمانده‌ای را تشکیل می‌دهد که حاوی مواد زائد فاگولیزوزوم است.
- بخش باقی مانده در نهایت از سلول خارج می‌شود.